# ジャン・リシェ
ジャン・リシェ（Jean Richer ,1630年-1696年）は、フランスの天文学者である。ジョヴァンニ・カッシーニとともに、離れた2観測点で火星と恒星の視差を同時測定して地球から太陽までの距離を求めるなどの業績をあげた。

## 経歴
1666年に科学アカデミーの会員になった。
1670年に経度を確認するためのクリスティアーン・ホイヘンスの機械時計の精度の確認のためにフランス領のカナダまで大西洋を航海したが、ホイヘンスの時計は嵐にあって止まってしまった。
1672年にフランス領ギアナのカイエンヌに派遣され、パリのカッシーニと同時に火星と恒星の視差を測定した。この2ヶ所で観測された視差の差から、カッシーニは地球と太陽までの距離を計算して、1億4000万km程度と見積もった。また、リシェは地球の各地で同じ長さの振り子の周期が異なることを示した。これは地球が真球でないことを示し、以降の地球楕円体の形状の論争へとつながっていく。これらの結果はObservations astronomiques et physiques faites en l'isle de Caienne（カイエンヌにおける天文学、物理学の観測）として発表された。